# Transit (film, 1982)
Pour les articles homonymes, voir Transit.
Transit est un film français réalisé par Takis Candilis, sorti en 1982.

## Synopsis
François Cremer (Richard Bohringer) est un camionneur qui sort de prison après avoir purgé une peine de plusieurs mois pour un trafic dont il s'est toujours proclamé innocent. Rapidement, il se rend compte qu'il est suivi et menacé par d'anciennes connaissances. Seul contre tous, il n'a pas d'autre recours que de demander de l'aide à une animatrice de radio (Geneviève Fontanel), qui avait orchestré une campagne pour sa libération. Elle prend peur et refuse de l'aider, mais il la force à le suivre dans sa fuite...

## Fiche technique
- Titre : Transit
- Réalisation : Takis Candilis
- Scénario : Takis Candilis, Serge Le Péron et Jean-Louis Lignerat
- Photographie : Christian Lamarque
- Musique : Dominique Laurent
- Pays d'origine :  France
- Format : Couleurs - 1,66:1 - 35 mm
- Genre : policier
- Durée : 90 minutes
- Date de sortie : mai 1982, Festival de Cannes

## Distribution
- Geneviève Fontanel : Lili
- Richard Bohringer : François Cremer
- Roland Blanche
- Philippe Du Janerand
- Manuela Gourary
- Jean Franval
- Michel Peyrelon

## Autour du film
- Transit a été sélectionné  à Perspectives du cinéma français, Cannes 1982

## Appréciation critique
« Richard Bohringer roule en camion de frontière en frontière et, dès qu'une frontière est passée, il en retrouve une autre. On ne croit pas à son histoire. La narration est oubliée pour un mouvement en avant où personnages et mise en scène prennent la forme d'un vecteur. On ne sait pas où on va, mais on y va. »

— Claire Clouzot, Le Monde, 27 mai 1982